# Caryophylliidae
Caryophylliidae es una familia de corales marinos que pertenecen al orden Scleractinia de la clase Anthozoa.  
Los géneros de la gran familia incluyen especies, tanto de grandes pólipos  solitarios, como coloniales, y con géneros hermatípicos o no hermatípicos. Las colonias hermatípicas son de forma meandroide, faceloide o flabelo-meandroide, y tienen los septos bien espaciados, grandes, sin perforar y con poca o ninguna ornamentación. Las especies sin zooxantelas son de especímenes solitarios, o forman colonias dendroides o faceloides, y tienen septos de grandes lóbulos, así como lóbulos paliformes.
La mayoría se distribuyen en las aguas tropicales y subtropicales del océano Indo-Pacífico, y con menos especies en el océano Atlántico. En este último, el género Lophelia habita en aguas frías de hasta 4 °C y a 3000 m de profundidad.

## Géneros
El Registro Mundial de Especies Marinas acepta los siguientes géneros con especies vivas actualmente:
- Anomocora. Studer, 1877.
- Aulocyathus. Marenzeller, 1904.
- Bathycyathus. Milne Edwards & Haime, 1848.
- Bourneotrochus. Wells, 1984.
- Caryophyllia. Lamarck, 1801.
- Ceratotrochus. Milne-Edwards & Haime, 1848.
- Coenocyathus. Milne-Edwards & Haime, 1848.
- Coenosmilia. Pourtalès, 1874.
- Colangia. Pourtalès, 1871.
- Concentrotheca. Cairns, 1979.
- Confluphyllia. Cairns & Zibrowius, 1997.
- Conotrochus. Seguenza, 1864.
- Crispatotrochus. Tenison Woods, 1878.
- Dasmosmilia. Pourtalès, 1880.
- Desmophyllum. Ehrenberg, 1834.
- Ericiocyathus. Cairns & Zibrowius, 1997.
- Goniocorella. Yabe & Eguchi, 1932.
- Heterocyathus. Milne Edwards & Haime, 1848.
- Hoplangia. Gosse, 1860.
- Labyrinthocyathus. Cairns, 1979.
- Lochmaeotrochus. Alcock, 1902.
- Lophelia. Milne-Edwards & Haime, 1849.
- Monohedotrochus. Kitahara & Cairns, 2005.
- Nomlandia. Durham & Barnrad, 1952.
- Oxysmilia. Duchassaing, 1870.
- Paraconotrochus. Cairns & Parker, 1992.
- Paracyathus. Milne Edwards & Haime, 1848.
- Parasmilia. Milne-Edwards & Haime, 1848.
- Phacelocyathus. Cairns, 1979.
- Phyllangia. Milne Edwards & Haime, 1848.
- Polycyathus. Duncan, 1876.
- Pourtalosmilia. Duncan, 1884.
- Premocyathus. Yabe & Eguchi, 1942.
- Rhizosmilia. Cairns, 1978.
- Solenosmilia. Duncan, 1873.
- Stephanocyathus. Seguenza, 1864.
- Sympodangia. Cairns & Zibrowius, 1997.
- Tethocyathus. Kuehn, 1933.
- Thalamophyllia. Duchassaing, 1870.
- Trochocyathus. Milne Edwards & Haime, 1848.
- Vaughanella. Gravier, 1915.